# 패트릭 스웨이지
패트릭 웨인 스웨이지(영어: Patrick Wayne Swayze, 1952년 8월 18일 ~ 2009년 9월 14일)는 미국의 배우이다.
2008년 초 췌장암 진단을 받고 투병을 해 왔지만 2009년 9월 14일에 57세로 사망하였다.

## 출연작

### 텔레비전
- 더 비스트(A&E)
- 남과 북

### 영화
- 스케이트타운(1979년)
- 더티 댄싱(1987년)
- 사랑과 영혼(1990년)
- 로드 하우스(1990년)
- 폭풍 속으로(1991년)
- 도니 다코(2001년)
- 리노의 하룻밤(2001년)
- 11시 14분(2005년)
- 파우더 블루(2009년)
- 투 웡 푸